# Honorius III.
Honorius III. (vlastním jménem Cencio Savelli) byl papežem od 18. července 1216 až do své smrti roku 1227. Hlavním cílem Honoria III. bylo zorganizovat křížovou výpravu, která byla naplánována na lateránském koncilu. To se mu však nepodařilo kvůli neochotě Fridricha II. Štaufa.

## Předchozí kariéra
Savelli působil nejdříve jako kanovník v kostele Santa Maria Maggiore. Během pontifikátů Klementa III. a Celestina III. byl camerlengem. V této funkci sepsal dílo Liber Censuum, které je soupisem přispěvatelů, povinných platit římské kurii (hrady, kláštery, špitály, vesnice apod.).

## Pontifikát
Během svého pontifikátu se potýkal s velmocenskými ambicemi Fridricha II. Štaufa, který neustále odkládal slíbenou šestou křížovou výpravu. Již roku 1215 dal Fridrich II. slib, že výpravu uskuteční. Šlo mu hlavně o získání Sicílie. Roku 1220 si dokonce na Honoriu III. vymohl korunovaci na císaře Svaté říše římské. Honorius III. dlouho Fridrichovi toleroval neustálé odklady, ale nakonec císař papeži slíbil, že pokud do roku 1225 výpravu nezahájí, může být od něj exkomunikován. K tomu ale nedošlo, protože Honorius III. zemřel ještě před vypršením termínu, proto byla výprava (s menším zpožděním) uskutečněna až za papeže Řehoře IX.
Honorius III. také oficiálně schválil Řád bratří kazatelů (dominikánů) a definitivně potvrdil františkánský řád (ten se prvního papežského schválení dočkal již od Honoriova předchůdce Inocence III.). Dal také vyzdobit mozaikami apsidu chrámu sv. Pavla Za Hradbami v Římě, kteroužto skutečnost o více než 700 let později připomněl papež Pavel VI. slovy: My sami se vidíme převtěleni do role svého předchůdce Honoria III., jak ho modlícího se ke Kristu zachycuje překrásná mozaika v apsidě baziliky sv. Pavla za hradbami. Klečí pokorně na zemi a líbá nohy Krista, jenž se tyčí královsky jako učitel nad shromážděným lidem a žehná mu. Zemřel 18. března 1227 a pochován byl v římském chrámu Panny Marie Větší.

## Honorius III. a České země
Honorius III. zasáhl do dění v Českém království, když se zastal pražského biskupa Ondřeje, který měl spory s Přemyslem Otakarem I. Tyto spory vyústily v Ondřejovo vyhlášení interdiktu nad pražskou diecézí, které Honorius III. schválil.

## Příbuzní
K významným příbuzným Honoria III. patřil jeho prasynovec Jakub Savelli (Giacomo Savelli, 1210–1287), který se také roku 1285 stal papežem a na paměť svého prastrýce přijal jméno Honorius IV. (používal také stejný erb a do současnosti je posledním papežem toho jména).

## Odkazy

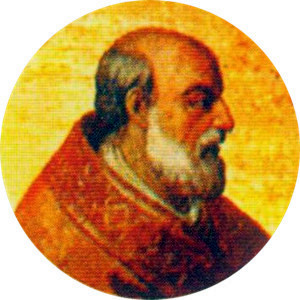
Portrét papeže Honoria III. v bazilice sv. Pavla za hradbami

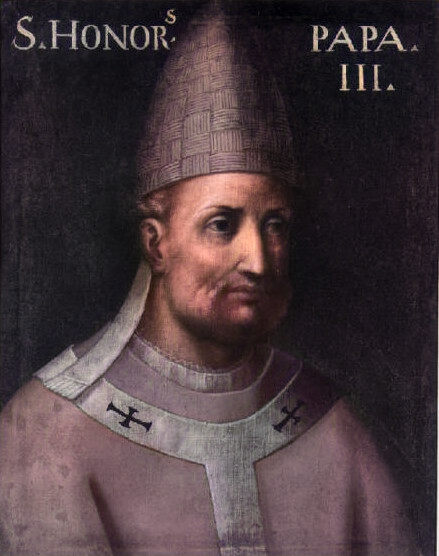
Portrét papeže Honoria III.